# Szeift Béla
Szeift Béla (Gödöllő, 1944. március 1. – Budapest, 2012. augusztus 10.) magyar festő-, grafikus- és szobrászművész.

## Életpályája és munkássága
1959-ben elvégezte a Közlekedési Klub képzőművész körét. 1963–1965 között a Magyar Képzőművészeti Főiskola hallgatója volt; ahol Kmetty János, Blaskó János és Sarkantyu Simon voltak tanárai. 1966-tól volt kiállító művész. 1967–1972 között a Máglya-közben volt műterme. 1969-től talált tárgyakat épített munkáiba. Az 1970-es évek közepétől készített fekete-ezüst műveket; ebben az időben könyvborítókat is tervezett. 1978–1979 között az újpesti Mini G. kiállításrendezője volt. Az 1980-as évek elején egy ideig vidéken élt, majd visszatért Budapestre (1983); a festés és rajz mellett kollázsokat készített (1987). 1989–1992 között a Kis Újság grafikusa volt; főleg politikai témájú képkollázsokat készített. Szobrászattal is foglalkozott. 

## Köztéri szobra
- Júdás tányér (Dunaújváros, 1975)[3]

## Festményei
- Lívia (1964)
- Esti táj holdfényben (1966)
- Telített fej (1969)
- Fekete sejt (1969)
- Lény (1969)
- Motívumok tánca (1971)
- Három grácia (1972)
- Rovarok (1974)
- Piros betűk (2000)
- Trió (2004)
- Lebegő lények (2005)
- Antik váza (2007)
- Sztárférgek (2007)
- Fiókák (2007)
- Fellegjáró (2007)
- Angyal (2007)
- Lány avartűzben (2007)
- Színes kép (2007)
- Kompozíció (2007)
- Táj (2007)
- Éjszaka (2008)
- Társaság (2008)
- Méhecske (2008)
- Drasztikus élőlény (2008)
- Evolúció (2008)
- Egynyári növény (2009)

## Kiállításai
| - 1968-1969, 1972, 1974-1975, 1984, 1987, 1997 Budapest - 1971 Balatonboglár - 1973 Cegléd | - 1968-1969, 1971, 1974, 1978, 1982, 1985, 1998, 2000-2001 Budapest - 1975 Dunaújváros - 1976 Szentendre - 1986 Eger - 1993-1997 Esztergom |